# Katherine Luzuriaga
Katherine Luzuriaga (Bacolod), is een Filipijns-Amerikaanse wetenschapper en hoogleraar. 

## Biografie
Katherine Luzuriaga werd geboren in Bacolod in de Filipijnse provincie Negros Occidental en groeide op in Manilla. Na het voltooien van de International School in de Filipijnse hoofdstad vertrok ze voor haar vervolgopleiding naar de Verenigde Staten. Daar behaalde ze haar Bachelor of Science en Master of Science aan Massachusetts Institute of Technology (MIT) en voltooide ze in 1984 haar Doctor of Medicine aan Tufts University. Na haar opleiding als Arts-assistent op de afdeling pediatrie van Tufts University was ze onderzoeker op de afdeling besmettelijke ziekten van de University of Massachusetts Medical School (UMMS). 
In 1990 ging ze werken voor de UMMS-faculteit, waar ze na verloop van tijd werd aangesteld als hoogleraar pediatrie en moleculaire medicijnen en hoofd van de divisie pediatrische immunologie, besmettelijke ziekten en reumatologie. Ze verricht onderzoek naar virussen bij kinderen, waaronder hiv, Epstein-barrvirus en Cytomegalovirus. In 2013 kwam Luzuriega in het nieuws nadat een door haar en twee andere wetenschappers behandelde Amerikaans met hiv besmette baby functioneel genezen werd verklaard.
Voor haar werk kreeg als wetenschapper ze onder meer een NIH Mid-Career Award. Ook werd ze voor haar aandeel in het behandeling en (mogelijke) genezing van een kind met hiv in 2013 opgenomen in de Time 100, een jaarlijkse lijst met meest invloedrijke mensen ter wereld. 